# دراشگفت (بخش مرکزی خرم‌آباد)
دراشگفت روستایی از توابع بخش مرکزی شهرستان خرم‌آباد در استان لرستان ایران است.ساکنین از طایفه پیامنی سکوند هستند.

## جمعیت
این روستا در دهستان کرگاه شرقی قرار دارد و براساس سرشماری مرکز آمار ایران در سال ۱۳۸۵، جمعیت آن ۳۲ نفر (۶ خانوار) بوده‌است.